# 월드 뮤직
월드 뮤직(World music)은 일반적으로 서양음악과 동양음악 뿐만 아니라 아프리카, 남아메리카의 음악 혹은 그곳의 민족음악 혹은 특유의 대중음악도 포함하는 말이다.
북아메리카나 영국의 팝, 포크 전통을 따르지 않는 이 음악은 유럽과 북아메리카의 음악 산업에 의한 "월드 뮤직"으로 정의된다. 이 용어는 1980년대에 서양 전통이 아닌 음악을 위한 마케팅 분류로서 보급되었다. 나중에는 민족적 퓨전(클라나드 (음악 그룹), 라이 쿠더, 에냐 등) 등의 하위 장르와 월드비트를 포함하는 것으로 발전하였다.

## 관련 서적
- 서남준, 《월드 뮤직: 멀리서 들어오는 메아리》, 대원사, 2012
- 안은지·신설령, 《경계를 넘는 월드뮤직》, 예솔, 2019
- 민은기, 《대중음악 강의》, 북커스, 2022, 10~12장
- 유영민, 《월드 뮤직 도슨트》, 서해문집, 2023

## 같이 보기
- 음악학
- 포크 음악
- 문화적 전유
- 혼합주의
- 오리엔탈리즘
- 아웃사이더 아트
- 다문화주의